# Фараго, Иван
И́ван Фа́раго (венг. Faragó Iván; 1 апреля 1946, Будапешт — 12 декабря 2022) — венгерский шахматист, гроссмейстер (1976).

## Шахматная карьера
Чемпион Венгрии (1981 и 1986), в чемпионате страны 1984 — 2—4-е места. В составе национальной команды участник Олимпиады 1980, чемпионата Европы (1983), чемпионата мира (1985).
Победитель и призёр многих международных турниров: Приштина (1973 и 1976) — 1—2-е; Римавска-Собота (1974) — 3—4-е; Берн (1974) — 1—4-е; Амстердам (1975; турнир мастеров) — 1—2-е; Вроцлав (1976) — 2-е; Кечкемет (1977 и 1979) — 3-е и 1-е; Берген (1977) — 1-е; Нови-Сад (1978) — 3-е; Галле (1978) и Сараево (1979) — 1—3-е; Лодзь (1979 и 1980) — 1—2-е и 1-е; Поляница-Здруй (1979) — 3—5-е; Земун (1980) — 3—4-е; Свенборг (1981) и Белград (1982, июнь) — 1-е; Гамбург (1982) — 1—2-е (62 участника); Ярвенпя (1982) — 2-е; Лугано (1983 и 1985) — 2—5-е (170 участников) и 2—15-е (168 участников); Торонто (1984) — 2—3-е (45 участников); Албена (1984) — 3—4-е; Балатонберень (1984 и 1985) — 2—3-е (94 участника) и 1—2-е (96 участников); Вена (1984) — 2—4-е (206 участников); Будапешт (1985) — 1-е (214 участников); Баня-Лука (1985) — 2-е; Эсбьерг (1985) — 2—3-е; Амстердам (1985; 2-й турнир) — 2—5-е; Рим (1986) — 3—5-е; Остенде (1986) — 2—8-е (140 участников); Вупперталь (1986) — 3-е; Брюссель (1986; 2-й турнир) — 3—6-е; Вейк-ан-Зе (1987; 2-й турнир) — 1—3-е места.

## Изменения рейтинга
| Графики недоступны из-за технических проблем. См. информацию на Фабрикаторе и на mediawiki.org. |